# Geert van de Camp
Gerardus Cornelis Franciscus (Geert) van de Camp (Oss, 23 februari 1962) is een Nederlands beeldhouwer en installatiekunstenaar, die sinds 1997 samenwerkt in het kunstenaarscollectief het Observatorium.
Na de AKI Kunstacademie in Enschede werd Van de Camp eind jaren 80 bekend met zijn organisch geometrische ruimtelijke sculpturen, die hij veelal zonder titel afleverde. In de loop van de jaren 90 begint hij de samenwerking in het Observatorium, en maakt vanaf die tijd nog voornamelijk gezamenlijk werk.

## Levensloop
Van de Camp is geboren en opgegroeid in Oss. Hij studeerde in 1985 af aan de AKI Kunstacademie in Enschede, waar hij was begonnen met mixed media. Daarna had hij zich zowel verdiept in het traditioneel beeldhouwen in marmer en steen, als in het werken met ongebruikelijke eigentijdse materialen als polyester, plastics en teer.
Na zijn afstuderen in 1985 vestigde Van de Camp zich in Rotterdam, en brak meteen door. Met acht andere exposanten, afgestudeerd in Arnhem, Enschede en Rotterdam, was hij geselecteerd voor een expositie in Parijs bij het Institut Néerlandais. Hij exposeerde hier twee monumentale objecten in verzinkt staal. Voordien kwam Van de Camp al in het nieuws nadat een achthonderd kilo zware beeld van hem, tentoongesteld aan de Westersingel in Rotterdam, in de singel was gedonderd.
In de opvolgende jaren deed Van de Camp van zich spreken met opmerkelijke exposities, en werd zijn werk aangekocht door de Rijksdienst Beeldende Kunst. In 1988 won hij een ontwerpwedstrijd voor een beeld als geschenk van de jubilerende Erasmus Universiteit Rotterdam aan de gemeente Rotterdam. Dit werd het Monument voor een ezel (zie afbeelding). In 1988 wordt zijn werk ook opgenomen in een overzichtsexpositie in Museum Boijmans Van Beuningen, een retrospectief van Rotterdamse beeldende kunst 1940-1985.
In begin jaren 90 vervolgt Van de Camp zijn weg, en heeft nog verschillende exposities. Door samenwerking met André Dekker, Ruud Reutelingsperger en Lieven Poutsma in het Observatorium sloeg hij een nieuwe weg in.

## Werk

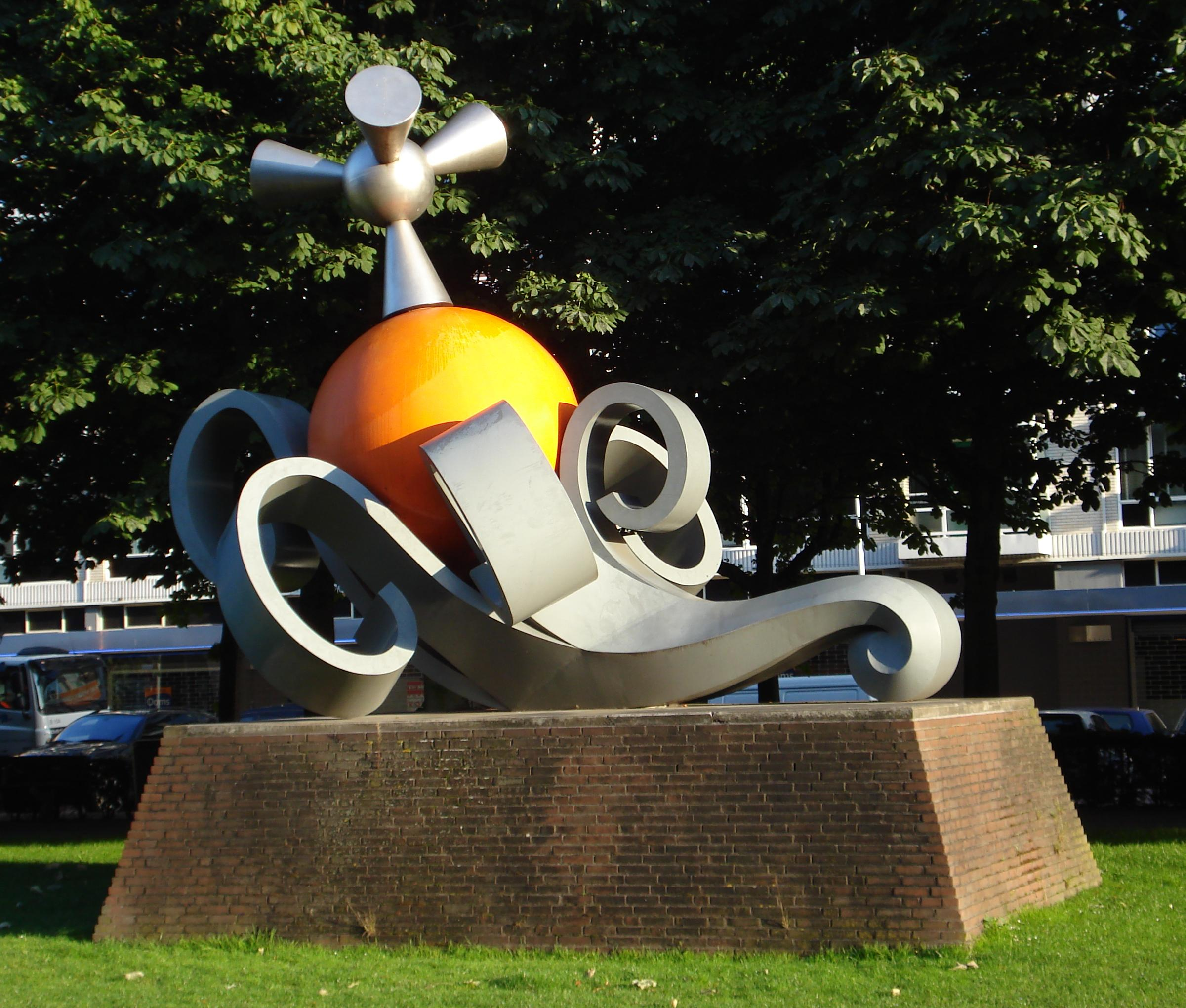
Rotterdam kunstwerk Monument voor een ezel, 1988.

Van de Camp kwam in zijn academietijd in aanraking met de ongebruikelijke materialen en conceptuele insteek van de hedendaagse beeldhouwkunst, zoals Thea Figee (1988) reeds meldde:
... Het handschrift van de beeldhouwer is niet langer uit traditioneel hakwerk te destilleren, maar nog slechts aanwezig in het concept. Elk beeld heeft een industrieel - en daarmee eigentijds - karakter. Dat schept afstand, maar het maakt de beelden niet minder interessant Vaak lijken de beelden gestold in een speelse beweging.
In een artikel over een expositie in de Rotterdamse Centrum Beeldende Kunst in 1988 werd het ontstaan van zijn sculpturen beschreven:
 Van de Camp vertrekt uit zeer uiteenlopende ervaringen. De beelden zijn als het ware geometrische resultaten van opgedane indrukken: dat gaat van een havenzicht tot de gouden stralen die van de Annunciatie-engel neerdalen op de knielende Maria in een vijftiende eeuws schilderij, die Van de Camp in enigszins losse geometrische vormen interpreteert...
Over de realisatie schreef dezelfde bron verder:
De vormen zijn vaak gepolijst. Geert van de Camp gebruikt gelakt en verzinkt staal, koper, polyester. Maar ook gips, teer en hout, organische materialen met een oneffen huid. Ook in de materiaalkeuze zit een paradox. Hij zet zijn beelden in groepen. Met dekzeil, koperbuizen en oranje en blauwe balonnen maakt hij een installatie. Zelf zegt hij dat zijn beelden vaak met de geschiedenis van de kunst en de architectuur te maken hebben. Maar een hint geeft hij niet. De beelden zijn uiteindelijk dan ook geen abstracties van iets maar uitgedachte vormen. Daarom ook geven ze hun ontstaan niet prijs...
Om de laatst genoemde redend gaf Geert van de Camp in die tijd dan ook geen titels aan zijn sculpturen. In 1995 nam Van de Camp nog individueel mee aan de Beeldende Kunst Manifestatie Laurenskwartier. Hierbij waren negen beelden geëxposeerd rondom de Laurenskerk in Rotterdam van verder o.a. Sigurdur Gudmundsson, Jan van Munster, John Körmeling, Lydia Schouten, en Kees Verschuren.

## Exposities, een selectie
- 1987. Aankopen door de Rijksdienst Beeldende Kunst in Delft.[5]
- 1987. Beelden van Geert van Camp. Centrum Beeldende Kunst, Rotterdam.[5]
- 1988. Tentoonstelling Stipendia '85-'86, Amsterdamse havengebied.[12]
- 1988. Galerie van het Rotterdamse Centrum Beeldende Kunst.[2]
- 1988. Retrospectief van Rotterdamse beeldende kunst 1940-1985. Museum Boymans-van Beuningen
- 1991. Beeld '91, zeven tentoonstellingen in Rotterdam.[13]
- 1994. Gert van de Camp Installatie, Kunsthal Rotterdam.[14][15]
- 1995. Beeldende Kunst Manifestatie Laurenskwartier Rotterdam.[11]